# Хелмегау
Хелмегау (на немски: Helmegau; Helmungowe) е през Средновековието гау-графство в Саксония-Анхалт и Тюрингия до югоизточния край на планината Харц. Намира се между Валхаузен и река Заале.
Хелмегау е споменат през 802 г. в документ на Карл Велики, в който Хелмегау се дава на абатство Херсфелд.

## Графове в Хелмегау
- Вилхелм I от Ваймар († 963), граф на Ваймар, 958 г. граф в Хузитингау и 961 г. граф в Хелмегау и Алтгау
- Вилхелм II от Ваймар († 1003), от 965 г. той е също граф в Хелмегау, от 967 г. в Алтгау и от 974 г. във Визихгау, от 1002 г. херцог на Тюрингия